# Gamle Goa
Gamle Goa (portugisisk: Velha Goa, engelsk: Old Goa) er en by i delstaten Goa i det vestlige Indien. Byen var hovedstad i Portugisisk Indien og hed Goa, men da byen blev mere eller mindre fraflyttet fra anden halvdel af 1700-tallet blev byen gradvist kendt som Gamle Goa.

## Historie
Byen Goa blev grundlagt i 1440, da området lå under Bahmani-sultanatet. I 1510 blev byen erobret af portugiserne under Afonso de Albuquerque og blev hovedstad for Portugals asiatiske imperium. Under det portugisisk styre blomstret byen, og Goa fik de samme privilegier som Lisboa. Byen nåde sit højdepunkt mellem 1575 og 1600, før Hollændernes ankomst til Asien som gjorde en ende på portugisernes hegemoni i regionen.
Da Goa var på sit højeste, var den kendt for sin viden om arkitektur og fik derfor tilnavnet «Østens Roma». Et gammelt portugisisk ordsprog siger, at «"Den har set Goa behøver ikke længere se Lissabon"». Nogle kilder angiver byens befolkning til 200.000, men det er sandsynligvis en overdrivelse. Alligevel byen havde sandsynligvis en befolkning på ca. 75-100 000. Det betød, at byen kunne konkurrere med Lissabon i størrelse.
I år 1600 var bare lidt over 1.500 af indbyggerne etniske portugiser (enten helt eller delvis), 20.000 var hinduer, mens resten var kristne eller afrikanske slaver. Portugisere dominere samfundslivet på trods af den moderate del af befolkningen. En stor del af portugiserne var egentlig mestiços (blandingsrace), da det var problematisk at få kvinder til at udvandre fra Portugal til Goa. Det gjorde at mændene i stor grad fandt sig lokale koner.
Europæiske besøgende i Goa i storhedstiden fortalte om en dekadent livsstil blandt Goas elite. Portugisiske fruer, som skulle udendørs, blev båret i bærestol med en slave til at holde parasollen, en slave til at vifte fluer væk, fire slaver til at bære osv. Alle portugisiske husholdninger og institutioner havde mange slaver, der blev brutalt behandlet. Slaverne kom hovedsageligt fra portugisisk Østafrika. Et menneskeliv ikke var meget værd: mens en araberhest kostede 500 cruzados kostede en attraktiv kvindelig slave, der kunne synge, sy og var jomfru 30 cruzados.
Gamle Goa var konstant plaget af epidemier, og i 1759 flyttede guvernøren til Panaji (Panjim) som ligger tæt ved. Epidemier og udvandring betød, at indbyggertallet i Gamle Goa gik fra 20.000 i 1695 til 1.600 i 1775. I 1835 var resterne af byen kun beboet af en håndfuld gejstlige. I 1843 blev hovedstaden i portugisisk Indien officielt flyttede til Panaji.

## Kirker
Goas kirker og klostre er en del af Verdensarven. Bom Jesus-basilikaen i Gamle Goa er den mest kendte og indeholder de jordiske rester af Francisco Xavier. En anden kendt kirke i Gamle Goa er Sé-katedralen.